# Auguste Doutrepont
Pour les articles homonymes, voir Doutrepont.
Auguste Doutrepont, né le 6 décembre 1865 à Herve, dans la province de Liège, et mort à Liège le 22 mars 1929, est un linguiste et académicien belge ainsi qu'un militant wallon.

## Biographie
Auguste Doutrepont enseigna de 1891 à sa mort plusieurs disciplines de philologie romane à l'université de Liège
Il fut l'un des rares catholiques à siéger à l'Assemblée wallonne de 1912 à 1914 puis de 1919 à sa mort et il y représenta Verviers
En 1920, il est le directeur de l'Académie royale de langue et de littérature françaises de Belgique.